# Громадский, Виталий Александрович
Виталий Александрович Громадский (род. 10 декабря 1928 с. Комаровка, Винницкой обл.) — российский певец (бас).
Окончил Московскую консерваторию (1961). Ещё студентом получил первую премию на Международном конкурсе имени Шумана в Берлине (1960). Заслуженный артист РСФСР (1979). Член КПСС с 1964 года.
Известен, прежде всего, как первый исполнитель сольной партии в Тринадцатой симфонии Дмитрия Шостаковича (18 декабря 1962): после отказа ряда ведущих советских певцов от участия в премьере Громадский был введён в состав исполнителей на генеральной репетиции утром того же дня. В дальнейшем также часто выступал в этой партии. Сохранились и изданы две концертные записи Тринадцатой симфонии (1962; 1963 или 1965) и студийная запись поэмы «Казнь Степана Разина» (1966) Шостаковича под управлением Кирилла Кондрашина с участием Виталия Громадского.